# Bertram Thomas
Bertram Sidney Thomas CMG OBE (* 13. Juni 1892 in Pill bei Bristol; † 27. Dezember 1950) war ein britischer Entdecker, Autor und Kolonialpolitiker, der durch seine Reisen durch Arabien bekannt wurde, vor allem durch seine Durchquerung der Rub al-Chali 1930 / 1931. Zuvor hatte er verschiedene Positionen in der britischen Kolonialverwaltung im Nahen Osten inne und amtierte von etwa 1925 bis 1932 als Wesir und Finanzminister des Sultanats Maskat und Oman.

## Leben
Thomas kam 1892 in der Avon Villa im kleinen Dorf Pill im damaligen Civil Parish Easton-in-Gordano als Sohn des master mariner William Henry Thomas und dessen Ehefrau Eliza Ann, geborene Thomas, zur Welt. Er ging zunächst auf die lokale Schule, wo er eine Grundausbildung erhielt, die von privatem Unterricht unterstützt wurde. Von 1908 an diente er sechs Jahre im Civil Service, wo sich eine Karriere im Post Office abzeichnete, deren Verlauf jedoch vom Ausbruch des Ersten Weltkriegs entscheidend verändert wurde: 1914 und 1915 diente er in der North Somerset Yeomanry in Belgien, ehe er für den Rest des Krieges als Teil der Somerset Light Infantry an der Mesopotamienfront eingesetzt wurde. Nach Ende des Krieges blieb er im Nahen Osten als Teil der britischen Mandatsverwaltung, als der Kolonialbeamte Arnold Wilson seine Begabung entdeckte und ihm eine Stelle in der Kolonialverwaltung anbot. Von 1918 bis 1922 war er so Assistant Political Officer im Britischen Mandatsgebiet Mesopotamien, wobei er an seinem Einsatzort asch-Schatra unter anderem den Irakischen Aufstand von 1920 erlebte. Anschließend diente er von 1922 bis 1924 als Assistant British Representative in Transjordanien. 1924 wurde er zum Finanzminister des Sultanats Maskat und Oman unter Sultan Taimur ibn Faisal ernannt; zwei Jahre später wurde er Wesir des Sultanats und Mitglied des Sultan’s Council. Ähnlich wie T. E. Lawrence („Lawrence von Arabien“) fungierte Thomas als eine Art Mittelsmann zwischen den Briten und den arabischen Stämmen.
Seine Zeit im Sultanat Maskat und Oman nutzte Thomas für zahlreiche Reisen durch das Gebiet des heutigen Oman, unter anderem entlang der Küsten sowie im Inland durch die Ausläufer der Rub al-Chali. 1927 begleitete er einige Wochen die Trans-Oman Expedition der Royal Air Force. 1930 unternahm er eine militärische Kampagne gegen den aufständischen Stamm der Shihuh. 1930 / 1931 durchquerte er als wahrscheinlich erster Europäer die Rub al-Chali, die bis dahin aus europäischer Sicht ein weißer Fleck auf der Landkarte war. Er begann seine Reise am 10. Dezember in der omanischen Küstenstadt Salala in Dhofar und reiste von dort 59 Tage nach Norden bis ins katarische Doha. Mit der erfolgreichen Durchquerung legte er – gemeinsam mit St. John Philby, der kurz danach die Rub al-Chali auf einer anderen Route durchquerte – die Grundlagen für die europäische Erforschung des sogenannten „Leeren Viertels“. Seine Reiseberichte veröffentlichte er in den folgenden Jahren in verschiedenen wissenschaftlichen Zeitschriften und Büchern. In seinen Alarms and Excursions in Arabia (1931) berichtete er ausführlich über die Kultur und Bräuche der arabischen Stämme. In Arabia Felix (1932) beschrieb er seine Expedition durch die Rub al-Chali; in einem Nachwort setzte sich Arthur Keith mit von Thomas während der Expedition angesammelten Fundstücke über die lokale Kultur aus anthropologischer Sicht auseinander. Eine biologische Auswertung von durch Thomas gesammelten Skorpion-Exemplaren erfolgte 1932 durch die Zoologin Susan Finnegan. Noch Jahre später berichtete Wilfred Thesiger, dass die arabischen Stämme in der Rub al-Chali in höchsten Tönen von Thomas dachten, der auf seiner Expedition durch „seinen gutes Naturell, Großzügigkeit und Entschlossenheit“ einen großen Eindruck hinterlassen haben musste.
1932 beendete Thomas seinen Dienst im Oman und heiratete ein Jahr später Bessie Hoile. Anschließend ging er auf eine weltweite Vortragsreise, auf der er über seine Erfahrungen in Arabien referierte. 1935 erhielt er mit einer Doktorarbeit zum Thema The Geography and Ethnology of Unknown South Arabia einen Doktor der University of Cambridge; später wurden ihm einige Ehrendoktortitel verliehen. 1937 legte er mit Four Strange Tongues from Central South Arabia: The Hadara Group eine sprachwissenschaftliche Studie sowie mit The Arabs eine Geschichte der Araber vor. Während des Zweiten Weltkriegs stellte er sich kurzzeitig wieder in den Dienst der Briten im Nahen Osten und war von 1942 bis 1943 als Informationsoffizier in Bahrain stationiert. Danach war er bis 1946 Direktor des Middle East Centre for Arab Studies in Palästina, bevor er von 1947 bis 1948 in gleicher Funktion im Libanon tätig war. Anschließend arbeitete er bis 1949 für die Shell Group. Teile seiner letzten Lebensmonate verbrachte er in Tanger. Je nach Angabe starb er im Dezember 1950 im Alter von 58 entweder in seinem Geburtshaus in Pill nahe Bristol, in Bristol selbst oder in Kairo. Francis Owtram erklärte 2016 in einem Blogbeitrag für die British Library, dass Thomas in Kairo verstorben und dann in seiner Geburtsgemeinde begraben worden sei. Die New York Times veröffentlichte nach Thomas’ Tod einen Nachruf auf den „Entdecker, Soldat[en] und Jünger von Lawrence von Arabien“. Eine Sammlung von Dokumenten aus dem Besitz von Bertram Thomas befindet sich im Besitz der Faculty of Asian and Middle Eastern Studies der University of Cambridge.

## Ehrungen
- 1921: Offizier des Order of the British Empire (OBE)[19]
- 1928: Grand Cordon des Order of Al Said Muscat Oman[14][20]
- 1931: The Founder’s Medal der Royal Geographical Society[21]
- 1931: The Sir Richard Burton Medal der Royal Asiatic Society[22]
- 1932: Cullum Geographical Medal der American Geographical Society[23]
- 1932: Livingstone Medal der Royal Scottish Geographical Society[24]
- 1949: Companion des Order of St Michael and St George (CMG)[25]

Ferner trug Thomas die akademischen Titel des Ph.D., D.Litt. und D.Sc., die ihm von britischen Universitäten verliehen worden waren.

## Werke
- Short History of Shatrah Tribes during the last Half Century. 1919.
- Alarms and Excursions in Arabia. Mit einem Vorwort von Arnold Wilson. George Allen & Unwin, London 1931 Digitalisat.
- Arabia Felix: Across the Empty Quarter of Arabia. Mit einem Vorwort von T. E. Lawrence und einem Addendum von Arthur Keith. Jonathan Cape, London 1932 Digitalisat.
- Four Strange Tongues from Central South Arabia: The Hadara Group. H. Milford, 1937.
- The Arabs: The Life-Story of a People who Have Left Their Deep Impress on the World. Thornton Butterworth, London 1937 Digitalisat.